# Bagrichthys majusculus
Bagrichthys majusculus là một trong 7 loài cá lăng thuộc chi Bagrichthys. Đây là loài đặc hữu của Thái Lan.

## Mô tả
Bagrichthys majusculus có miệng tương đối lớn và rộng. Chúng có từ 10-13 lược mang, cột sống lưng dài vừa phải với 15-27 răng cưa.